# 鈴木章斗
鈴木 章斗（すずき あきと、2003年7月30日 - ）は、大阪府東大阪市出身のプロサッカー選手。Jリーグ・湘南ベルマーレ所属。ポジションはフォワード（FW）。

## 来歴
中学時代はガンバ大阪のジュニアユースに所属していたが、サイドバックやサイドハーフの控え止まりで、ユースに昇格することはできなかった。進学先の阪南大学高等学校では2年時の春にフォワードへコンバートされ、得点能力が開花した。
2021年7月、2022年からの湘南ベルマーレ加入内定が発表された。同年冬の全国高等学校サッカー選手権大会では得点王となる7得点を決め、大会優秀選手にも選ばれた。
2023シーズン、J1リーグ第8節　横浜F・マリノス戦でリーグ戦初ゴールを決めた。その後、リーグ戦では途中出場を中心に27試合出場、3ゴールを記録した。また、天皇杯においては、BTOP北海道相手にハットトリックを記録するなど5得点をマークし、柏レイソル所属真家英嵩とともに得点ランキング1位となった。

## 所属クラブ
- ディアブロッサ大阪（東大阪市立孔舎衙小学校）
- 2016年 - 2018年 ガンバ大阪ジュニアユース（東大阪市立孔舎衙中学校）
- 2019年 - 2021年 阪南大学高等学校
- 2022年 - 湘南ベルマーレ

## 個人成績
| 国内大会個人成績 | 国内大会個人成績 | 国内大会個人成績 | 国内大会個人成績 | 国内大会個人成績 | 国内大会個人成績 | 国内大会個人成績 | 国内大会個人成績 | 国内大会個人成績 | 国内大会個人成績 | 国内大会個人成績 | 国内大会個人成績 |
| 年度             | クラブ           | 背番号           | リーグ           | リーグ戦         | リーグ戦         | リーグ杯         | リーグ杯         | オープン杯       | オープン杯       | 期間通算         | 期間通算         |
| 年度             | クラブ           | 背番号           | リーグ           | 出場             | 得点             | 出場             | 得点             | 出場             | 得点             | 出場             | 得点             |
| 日本             | 日本             | 日本             | 日本             | リーグ戦         | リーグ戦         | リーグ杯         | リーグ杯         | 天皇杯           | 天皇杯           | 期間通算         | 期間通算         |
| ---------------- | ---------------- | ---------------- | ---------------- | ---------------- | ---------------- | ---------------- | ---------------- | ---------------- | ---------------- | ---------------- | ---------------- |
| 2022             | 湘南             | 29               | J1               | 2                | 0                | 4                | 0                | 1                | 1                | 7                | 1                |
| 2023             | 湘南             | 29               | J1               | 27               | 3                | 6                | 1                | 4                | 5                | 37               | 9                |
| 2024             | 湘南             | 29               | J1               | 34               | 10               | 0                | 0                | 3                | 2                | 37               | 12               |
| 2025             | 湘南             | 10               | J1               |                  |                  |                  |                  |                  |                  |                  |                  |
| 通算             | 日本             | 日本             | J1               | 63               | 13               | 10               | 1                | 8                | 8                | 81               | 22               |
| 総通算           | 総通算           | 総通算           | 総通算           | 63               | 13               | 10               | 1                | 8                | 8                | 81               | 22               |

- 公式戦初出場 - 2022年2月23日 ルヴァンカップ予選リーグ第1節 vsアビスパ福岡（レモンガススタジアム平塚）
- Jリーグ初出場 - 2022年4月2日 J1第6節 vsサンフレッチェ広島（レモンガススタジアム平塚）
- 公式戦初得点 - 2022年6月1日 天皇杯2回戦 vsヴェルフェ矢板（レモンガススタジアム平塚）
- Jリーグ初得点 - 2023年4月15日 J1第8節 vs横浜F・マリノス（レモンガススタジアム平塚）

## タイトル

### 個人
- 全国高等学校サッカー選手権大会・大会優秀選手（2021年）
- 全国高等学校サッカー選手権大会・得点王（2021年）
- 天皇杯 JFA 第103回全日本サッカー選手権大会・得点王（2023年）

## 代表歴
- 2022年 U-19日本代表